# Нгамо (язык)
Нгамо (также гамава, гамо, нгамава; англ. ngamo, gamawa, gamo, ngamawa; самоназвание: bo ngamo) — один из языков западночадской ветви чадской семьи.
Распространён в северо-восточных районах Нигерии. Численность говорящих — около 60 000 человек (1993). Письменность базируется на основе латинского алфавита.

## Классификация
В соответствии с общепринятой классификацией чадских языков, разработанной американским лингвистом Полом Ньюманом язык нгамо вместе с языками беле, боле (боланчи), дено (куби), галамбу, гера, герума, канакуру (дера), карекаре, кирфи, купто, квами, маха, перо, пийя (вуркум) и тангале входит в группу боле западночадской языковой ветви (в статье В. Я. Порхомовского «Чадские языки», опубликованной в лингвистическом энциклопедическом словаре, данная группа упоминается под названием боле-тангле, или боле-тангале). Согласно исследованиям Пола Ньюмана, язык нгамо относится к кластеру языков собственно боле подгруппы боле группы западночадских языков A.2 подветви западночадских языков A. Подобная классификация приведена, в частности, в справочнике языков мира Ethnologue.
Более подробная классификация языков подгруппы боле, составленная Расселом Шухом, опубликована в базе данных по языка мира Glottolog. В ней язык нгамо отнесён к кластеру нгамо-беле, который в свою очередь последовательно включается в следующие языковые объединения: языки кирфи-беле, языки галамбу-беле, языки ядерные боле и языки боле. Последние вместе с языками тангале составляют группу западночадских языков A A.2.
В классификации африканских языков чешского лингвиста Вацлава Блажека язык нгамо включён в подгруппу языков боле-тангале, в которой представлены два языковых объединения: в первое вместе с нгамо входят языки боле, маха, гера, кирфи, галамбу, карекаре, герума, дено, куби, беле, во второе — языки тангале, перо, дера. Подгруппа боле-тангале вместе с ангасской подгруппой в данной классификации являются частью боле-ангасской группы, входящей в свою очередь в одну из двух подветвей западночадской ветви.
В классификации афразийских языков британского лингвиста Роджера Бленча нгамо вместе с языками боле, маака и бееле образует языковое единство, входящее в объединение «a» подгруппы боле (или северной подгруппы) группы боле-нгас подветви западночадских языков A.
По классификации чадских языков, опубликованной в работе С. А. Бурлак и С. А. Старостина «Сравнительно-историческое языкознание», язык нгамо входит в группу боле-тангале подветви собственно западночадских языков.

## Лингвогеография

### Ареал и численность
Ареал языка нгамо размещён в северо-восточной Нигерии к югу от города Потискум на сопредельной территории трёх штатов: Йобе (район Фика), Гомбе (районы Нафада и Фунакайе) и Баучи (район Даразо).
Область распространения языка нгамо со всех сторон, кроме северо-восточной, окружена ареалами западночадских языков. С севера к ареалу языка нгамо примыкает ареал языка нгизим, с северо-запада — ареал языка карекаре, с запада и юго-запада — ареал языка хауса, с юго-востока — ареал языка боле. На северо-востоке с областью распространения языка нгамо граничит ареал сахарского языка центральный канури.
Численность носителей языка нгамо по данным 1952 года составляла 17 800 человек. Согласно данным справочника Ethnologue, в 1993 году численность говорящих на нгамо оценивалась в 60 000 человек. По современным оценкам сайта Joshua Project численность говорящих на этом языке составляет 105 000 человек (2016).

### Социолингвистические сведения
Согласно данным сайта Ethnologue, положение языка нгамо является стабильным. Язык используется в бытовом общении всеми поколениями представителей этнической общности нгамо, включая детей. Литературной формы у нгамо нет. В недавнее время разработана письменность на основе латиницы. По вероисповеданию нгамо являются приверженцами традиционных верований, есть также мусульмане и христиане.

### Диалекты
Область распространения языка нгамо делится на две крупные диалектные общности — гуди и яйя. Данные диалекты различаются на всех языковых уровнях — в фонетике, морфологии и лексике. Между тем значительные языковые расхождения не затрудняют взаимопонимания носителей обоих диалектов.

## Письменность
В состав алфавита языка нгамо входят 26 букв:
| A | B | Ɓ | C | D | Ɗ | E | F | G | H | I | J | K | L | M | N | O | P | R | S | T | U | W | Y | ʼY | Z |
| a | b | ɓ | c | d | ɗ | e | f | g | h | i | j | k | l | m | n | o | p | r | s | t | u | w | y | ʼy | z |

Кроме того, на письме используется также диграф sh.

## Лингвистическая характеристика
Язык нгамо характеризуется наличием долгих и кратких гласных, а также наличием тональности: выделяются два ровных тона — высокий и низкий, и два контурных — восходящий и нисходящий. Тоновые различия являются одной из важных особенностей, характеризующей отличие диалекта гуди от диалекта яйя.